# 秋保由実
秋保 由実（あきほ ゆみ、1980年5月22日 - ）は、日本のフリーアナウンサー。

## 来歴
東京都北区出身。高校卒業後には、短期大学と専門学校東京アナウンス学院に通っていた。
ライトハウスへの所属後、2006年1月から2008年1月まで富山テレビの契約アナウンサーを務めた。
東京へ戻ってからは、トークショーや結婚式などの司会業でも活動している。そして2020年には、同じく司会業に携わっている女性2名と3人で「日本プロフェッショナル司会者協会」を立ち上げた。以来、同協会の理事を兼務している。なお、それまで所属していたライトハウスとは提携関係へ移行しており、事務所サイトの「女性タレント」の欄にあったプロフィールページは「提携タレント」の欄へ移されている。

## 出演
脚注の無いデータは、すべてライトハウス公式サイトに掲載されているプロフィールからの参考。

### ラジオ番組
- Voice T・LAND（FM FUJI） - パーソナリティ。専門学校在学時に出演[5][Blog 5]
- 阿部重典の＠（茨城放送） - アシスタント
- FREE YO MIND（J-WAVE） - リポーター

### テレビ番組
- BBTスーパーニュース（富山テレビ） - キャスター、お天気キャスター兼務[6]
- Youドキッ!たいむ（富山テレビ） - リポーター
- ひるたま（テレビ埼玉） - リポーター
- こちら とちぎ調査隊！（とちぎテレビ、2008年4月 - 2009年3月[Blog 6]） - 新人調査員
- デイリーニュース（J:COM 東京） - キャスター
- TOKYOほっと情報（テレビ東京） - リポーター[6]

### ネット配信番組
- 編集長に聞いてみよう！[Blog 7] → 由実のなるほドリ[Blog 8]（毎日新聞社×スポーツニッポン新聞社 TAP-i） - リポーター

### その他の出演
- ラジオCM（ラジオ日本） - ナレーター
- 平塚競輪場 - バンク内DJ

### ブログ出典
1. 1 2  秋保由実 (2006年1月9日). “はじめまして♪”. 控室ノート.   富山テレビ. 2007年6月22日時点のオリジナルよりアーカイブ。2024年8月25日閲覧。
2. ↑  秋保由実 (2008年6月30日). “雨ニモマケズ、風ニモマケズ。”. 秋保由実の SWEETBOX♪. 2024年8月25日閲覧。
3. ↑  秋保由実 (2008年2月5日). “はじまり。”. 秋保由実の SWEETBOX♪. 2024年8月25日閲覧。
4. ↑  日本プロフェッショナル司会者協会 (2020年1月18日). “日本プロフェッショナル司会者協会（JPMC）を発足しました！”. jpmc2019のブログ. 2024年8月25日閲覧。
5. ↑  秋保由実 (2008年7月27日). “Voice T・LAND”. 秋保由実の SWEETBOX♪. 2024年8月25日閲覧。
6. ↑  秋保由実 (2009年3月26日). “こちらとちぎ調査隊☆最終回！！”. 秋保由実の SWEETBOX♪. 2024年8月25日閲覧。
7. ↑  秋保由実 (2012年10月16日). “「編集長に聞いてみよう！」”. 秋保由実の SWEETBOX♪. 2024年8月25日閲覧。
8. ↑  秋保由実 (2013年2月20日). “由実のなるほどり♪”. 秋保由実の SWEETBOX♪. 2024年8月25日閲覧。

### 上記以外の出典
1. ↑  “プロフィール”. アナウンサー紹介.   富山テレビ. 2006年8月25日時点のオリジナルよりアーカイブ。2024年8月25日閲覧。
2. 1 2  “yuchi☆のプロフィール”. SSブログ. 2024年8月25日閲覧。
3. 1 2  “秋保 由実”. 所属タレント詳細.   ライトハウス. 2024年8月25日閲覧。
4. 1 2  “プロフィール 秋保”. 番組紹介.  学校法人東放学園. 2002年10月17日時点のオリジナルよりアーカイブ。2024年8月25日閲覧。
5. 1 2  “STAFF & OB紹介”. 番組紹介.   学校法人東放学園. 2002年8月14日時点のオリジナルよりアーカイブ。2024年8月25日閲覧。
6. 1 2 3  “秋保 由実（akiho yumi）”. 全国司会者MC検索 グレースMC.   株式会社エムコネクト. 2024年8月25日閲覧。
7. ↑  “協会理念”.   日本プロフェッショナル司会者協会. 2024年8月25日閲覧。